# Eco Bijker
Eco Wiebe Bijker (Utrecht, 29 juni 1924 – Bilthoven, 22 februari 2012) was een Nederlands civiel ingenieur. Hij was hoogleraar in de kustwaterbouwkunde aan de Technische Universiteit Delft van 1968 tot aan zijn emeritaat in 1989.

## Loopbaan
Bijker voltooide studies in civiele techniek aan de HTS Utrecht in 1944 en aan de TU Delft (met lof) in 1949. Na zijn studie in Delft trad hij in dienst bij het toenmalige Waterloopkundig Laboratorium, waar hij vooral de vesting De Voorst (WLV) in de Noordoostpolder groot heeft gemaakt. Hij werd daar achtereenvolgens afdelingshoofd, hoofd van het Laboratorium De Voorst en adjunct-directeur. Wereldfaam verwierf hij met zijn bijdragen aan de kustwaterbouw. Hij deed belangrijk onderzoek naar de schaalregels voor kustmodellen en ontwikkelde zijn formule voor golfgedreven langstransport langs zandige kusten. Dit werk leidde uiteindelijk tot zijn promotie aan de TU Delft in 1967.
Al in 1957 raakte Bijker betrokken bij het onderwijs als docent aan de toenmalige Internationale Cursus (nu IHE Delft Institute for Water Education). Hij vervulde deze taak gedurende 40 jaar en droeg zo in belangrijke mate bij aan het vestigen van de naam van Nederland als vooraanstaande speler in de (kust)waterbouw. Via zijn internationale studenten werd zijn benadering die altijd was gebaseerd op een combinatie van theorie en praktijk in de hele wereld geaccepteerd en uitgedragen. Zijn bemoeienis met het onderwijs werd sterk geïntensiveerd na zijn benoeming tot hoogleraar kustwaterbouwkunde aan de TU Delft. Ook hier ontpopte hij zich als een gedreven en inspirerend docent die gedurende meer dan twintig jaar sterk heeft bijgedragen aan de vorming van generaties Nederlandse kustwaterbouwers. Bijker was de eerste hoogleraar in dit vakgebied, voor die tijd viel dit vakgebied onder de leerstoel algemene waterbouwkunde ( prof. Van Bendegom).
Naast zijn werk aan de TU was Bijker ook nauw betrokken bij het werk van de Technische Adviescommissie voor de Waterkeringen, de CUR en de Commissie Bodemdaling. Kort voor zijn pensionering organiseerde Bijker in 1990 de International Conference of Coastal Engineering in Delft. Bijker werd meerdere malen onderscheiden, onder andere met de International Coastal Engineering Award van de ASCE en de onderscheiding Ridder in de Orde van de Dannebrog  (Denemarken).
In 1967 promoveerde Bijker in de Technische Wetenschappen op zijn proefschrift Some considerations about scales for coastal models with movable bed
met als promotor prof.ir. H.J. Schoemaker.
In 1969 werd hij benoemd als (deeltijd) hoogleraar in de kustwaterbouwkunde aan de TU Delft, welk ambt hij aanvaardde met de rede Varen is noodzakelijk, leven... (uitgesproken in feb 1969).
In juni 1989 ging hij met emeritaat met de rede De kust in een PC.

## Internationaal
Bijker is altijd internationaal sterk geëngageerd geweest. Zo was hij internationaal actief binnen de ICCE (Int. Conference on Coastal Engineering). Maar toen de ASCE besloot om in 1982 (tijdens het hoogtepunt van de apartheid) de ICCE in Zuid-Afrika te organiseren, was hij een van de stuwende krachten achter de boycot van deze conferentie. Als alternatief is toen onder leiding (en financiering) van Nederland, Denemarken Duitsland en Groot-Brittannië de Copedec (Conference on Coastal and Port Engineering in Developing Countries) opgericht, met secretariaat in Colombo, Sri Lanka. Momenteel wordt deze conferentie nog steeds iedere vier jaar georganiseerd, nu onder auspiciën van de PIANC.
Alhoewel dit in 1982 wrijving gaf met een aantal Amerikanen won hij in 1986 de 'International Coastal Engineering Award' van de ASCE.
Zoals reeds vermeld was hij al vroeg in zijn carrière begonnen met les te geven bij Unesco-IHE, en dat is hij tot lang na zijn emeritaat blijven doen (tot ca. 2000).
- International Standard Name Identifier: 0000 0003 9107 9051
- Nederlandse Thesaurus van Auteursnamen: 07201167X
- Virtual International Authority File: 284853953
- WorldCat: E39PBJdx3QX7cGwbFmBbcK9v73